# Gočaltovo
Gočaltovo (in ungherese Gacsalk) è un comune della Slovacchia facente parte del distretto di Rožňava, nella regione di Košice.